# Hugo Wolf

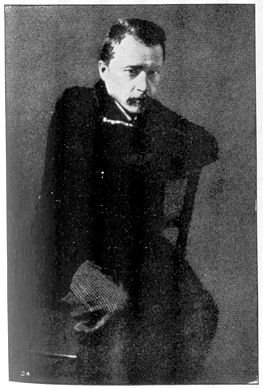
Hugo Wolf

Hugo Philipp Jakob Wolf (Slovenj Gradec, 13 de março de 1860 — Viena, 22 de fevereiro de 1903) foi um compositor austríaco.

## Biografia
Viveu em circunstâncias difíceis, sem ter obtido o sucesso e desgastado pelas desavenças com Johannes Brahms, que considerava um compositor retrógrado. Não compunha regularmente; teve períodos de intensa produção e períodos de esterilidade.
Estudou no Conservatório de Viena, sendo expulso por indisciplina em 1877. Admirador incondicional de Richard Wagner, a partir de 1875 passa a compor Lieder (canções) para canto e piano. Com poucos recursos financeiros, sobrevive dando aulas de piano.
Hugo Wolf continuou e ampliou a tradição dos Lieder de Schubert e Schumann, porém em suas composições revela-se mais moderno . Evidentemente, influenciado pela música de Wagner.
Seus 51 Lieder de Goethe foram publicados em 1889, juntamente com os 53 Lieder de Mörike e os 20 de Einchendorff. Em 1890, escreve os 44 Lieder espanhóis. Em 1895, em poucos meses, escreve a ópera "Der Corregidor" ("O Corregedor"), com libreto de Rosa Mayreder. Em 1896, termina o segundo volume dos 46 Lieder italianos.
É autor também de música coral e um quarteto de cordas. Em 1897, passa a sofrer de transtornos mentais, sendo internado em um hospital psiquiátrico para tratamento. Sua morte precoce, aos 42 anos, significou a perda de um dos maiores compositores de Lieder.
Em 1914, foi erigido um monumento em sua homenagem no Cémitério Central Vienense. O Círculo Hugo Wolf, de Viena, publicou entre os anos de 1898 e 1900 todos os artigos sobre Hugo Wolf, e um catálogo de todas as suas composições foi publicado por Paulo Müller em Leipzig, em 1907.

## Trabalhos Notáveis

### Ópera
- Der Corregidor (1895)
- Manuel Venegas (inacabado, 1897)

### Lieder
- Liederstrauß (1878), sete textos de Heine.
- Mörike-Lieder (1888), 53 canções para poemas de Eduard Mörike
- Eichendorff-Lieder (1889), com textos de Joseph Freiherr von Eichendorff
- Goethe-Lieder (escrito de 1875, publ. 1889), 51 canções com textos de Goethe
- Dem Vaterland (1890), com texto de Robert Reinick
- Spanisches Liederbuch, com textos de Paul Heyse e Emanuel Geibel (1891)
- Italienisches Liederbuch, com textos de Paul Heyse (1892, 1896)
- Michelangelo Lieder (1897), com textos de Michelangelo

### Instrumental
- Quarteto de cordas em ré menor (1878–84)
- Penthesilea (poema sinfônico, 1883–85)
- Italian Serenade (1887, quarteto de cordas; orquestrada em 1892)